# Širakami-Sanči
Širakami-Sanči (japonsky: 白神山地) je rozsáhlá horská oblast v severní části ostrova Honšú, Japonsko.
Tuto oblast pokrývá původní panenský les zasahující do prefektur Akita a Aomori. Z celkové rozlohy 1300 km² je 169,7 km²; v centrální části zařazeno, již od roku 1993, na Seznam světového dědictví UNESCO. Jedním z důvodů zapsání na seznam je lidskou činností nezasažený prales – stejný kdysi pokrýval celé severní Honšú. Za tento fakt vděčí oblast bukovým lesům, které ji z větší části pokrývají. Bukové porosty nejsou vhodné pro pěstování hub šiitake, a proto je pěstitelé specializující se na tyto houby neovlivňovali svou činností. Mimo buků jsou zdejší lesy tvořeny většinou opadavými druhy stromů.
Mezi populární cíle turistů patří trojnásobné vodopády Anmon no taki (Vodopády Stínové brány).